# Popillia sankuruensis
Popillia sankuruensis är en skalbaggsart som beskrevs av Ohaus 1897. Popillia sankuruensis ingår i släktet Popillia och familjen Rutelidae. Inga underarter finns listade i Catalogue of Life.